# スポッテッドレイク
スポッテッドレイクは、カナダ連邦ブリティッシュコロンビア州オソイヨーズの北西にある内陸流域アルカリ性塩湖である。夏にミネラルが豊富に含まれた湖水が蒸発し、湖面がカラフルな斑点状となることで有名である。
先住民のファースト・ネーションは、オカナガン渓谷（ Kliluk ）の神聖な癒しの効果を持つ水を湛えた湖として崇拝した。